# Højsangen
Højsangen (hebr. שיר השירים, Shir ha-Shirim "Sangenes Sang") er en af visdomsbøgerne i Det Gamle Testamente i Bibelen og er en samling kærlighedsdigte udformet som en vekselsang mellem Salomo og en kvinde, der kaldes Shulamit. Navnet kan dels betyde en kvinde fra Shulem (der ikke kendes), dels 'Salomons pige'.
Højsangens navn stammer fra Martin Luthers tyske bibeloversættelse.
Overskriften angiver, at den er forfattet af kong Salomo. I jødedommen, hvor skriftet indgår som kanonisk skrift, er teksterne tolket som Guds kærlighed til Israel med henvisninger til det gentagne billede af Israel som Guds brud og ham som brudgommen. Dette tema er ført videre i kristendommen, idet kirken anser sig selv for det sande Israel. Den allegoriske tolkning er en af grundende til at skriftet er blevet fastholdt som kanonisk skrift i kristendommen.

## Datering
Det er svært at fastslå, hvornår Højsangen er blevet til. Den er ikke fra den historiske kong Salomos tid. Formentlig er der tale om forskellige brudstykker af folkelige sange (især det sidste kapitel bærer præg af at være sammenføjet af mange små, løsrevne vers), der er blevet redigeret og om-redigeret gennem længere tid.

## Karakteristik
Højsangen er inddelt i otte kapitler og består af folkelig kærlighedslyrik – måske sange, der blev fremført af (især) kvinder og måske i forbindelse med bryllupper. Højsangen og Esters Bog de eneste i Bibelen, der ikke nævner Gud, og hvor en kvindes stemme dominerer og taler i 1. person. Andre stemmer er den mandlige elsker og et kor af kvinder, der et enkelt sted betegnes som "Jerusalems døtre" (3:5).
Højsangen indeholder et element af skandale, idet Shulamit beskrives som en fattig pige ("sort" og solbrændt af at "vogte vingårde"), der tiljubles og opmuntres af et kor af overklasse-kvinder fra hovedstaden. Hun er seksuelt aktiv, initiativrig og i opposition til sin familie (1:6 "Min mors sønner blev vrede på mig ..."). Hun siger nej til brødrenes beskyttelse af hendes dyd (8: 8-10).
Den mandlige elsker beskrives dels som hyrde, et lavstatus arbejde (1:8 og 2:16), dels som rig og af kongelig status og værdighed (3:6-11). Nogle gange er han opsøgende (2:9), andre flygtig (5:6). Han beskrives i billeder, der er påfaldende fri for machismo – han er som en gazelle og en hjortekalv (2:17), med øjne som duer og læber som liljer (5:12-13). Hverken som en løve eller en bjørn.
Højsangen handler om sex, erotik og kærlighed. Kærligheden er æstetisk og kropslig. Sproget er præget af stærkt sanselige billeder, især hentet fra en natur, der er paradisisk og uden konflikter og dufte som røgelse, myrra og aloe.

## Kristen fortolkningshistorie
I 200-tallet skrev kirkefaderen Origenes et tibindsværk om Højsangen. Han var overbevist om, at den litterære betydning skulle udryddes. Han fornægtede den kødelige side og fremhævede, at det alene var den åndelig betydning, man skulle forstå. Det kærlighedsforhold, der beskrives, er forholdet mellem Kristus og den kristne menighed eller den enkelte kristnes sjæl.
I middelalderen forsøgte kun enkelte teologer at sige, at bogen skulle læses litterært, heriblandt Theodore, biskop af Mopsuestia. Theodore blev bandlyst, hans værker blev brændt og hans tanker blev fordømt ved koncilet i Konstantinopel i 553.
End ikke Luther, der ellers brød med den allegoriske tolkning af bibelen, mente, at Højsangen handlede om noget menneskeligt. Han fortsatte den allegoriske læsning med blot mindre variationer.
Det blev stadig mere klart, at hvis Højsangen blev læst litterært, kunne den ikke længere være en del af bibelen. Kanonisk status og allegori hang uløseligt sammen, for uden allegori, ingen hellighed, og uden hellighed, ingen kanon. Bindeledet mellem allegori og kanon var altså hellighed.
Først Johann Gottfried Herder formåede at lave en læsning af Højsangen, der udelukkende var litterær, men som bevarede dens hellighed. Hans pointe var, at Højsangen var det smukkeste og mest oprindelige udtryk for jordisk kærlighed. Det var poesi så ypperligt skrevet, at det måtte være guddommeligt inspireret. Herder så intet underlødigt i Højsangen. En vulgær, erotisk læsning kunne kun være resultatet af sjofel, europæisk tankegang. Orientalisten kendte slet ikke til kødelig kærlighed, hævdede Herder naivt.

## Bryllup?
Mange har læst Højsangen som en sammenhængende fortælling, hvor de to først bliver forelsket, siden gift (kap 4), og først herefter er der tale om et egentligt erotisk forhold. Mange har dog læst hele højsangen som udtryk for ægteskabelig kærlighed.
I den danske bibel fra 1871 står der i summariet til første kapitel: ”Bruden længes efter sin brudgom”. Og det er på trods af, at ordet bryllup, brud eller brudgom slet ikke findes i første kapitel. Ordet bryllup findes kun én gang i Højsangen (3,9).
Kvinden kaldes ”brud” seks gange i Højsangen (i afsnit 4,8-5,1). Men det betyder ikke nødvendigvis, at der er tale om et bryllup. Hun kaldes også ”søster”, og der er ingen mistanke om, at der skulle være tale om et incestuøst forhold i Højsangen. Begge er kælenavne, og stilen er ofte benyttet i samtidig egyptisk poesi.
I den danske bibel fra 1992 står der blot ”mand” og ”kvinde”. Der tages ikke stilling til, om der er tale om ægteskabelig kærlighed eller ej.